# Îles Wiese
Ne doit pas être confondu avec Île Wiese.
Les îles Wiese sont un groupe de petites îles situées à 2,5 kilomètres ( kilomètres) au sud des îles Karelin, à l'est de l' île Renaud dans les îles Biscoe . D'abord montré avec précision sur une carte du gouvernement argentin de 1957. Nommées en 1959 à cause de Vladimir Wiese, climatologue et océanographe soviétique d'origine allemande, pionnier des méthodes de prévision des glaces et auteur de nombreux travaux sur la glace de mer dans l'Arctique. 

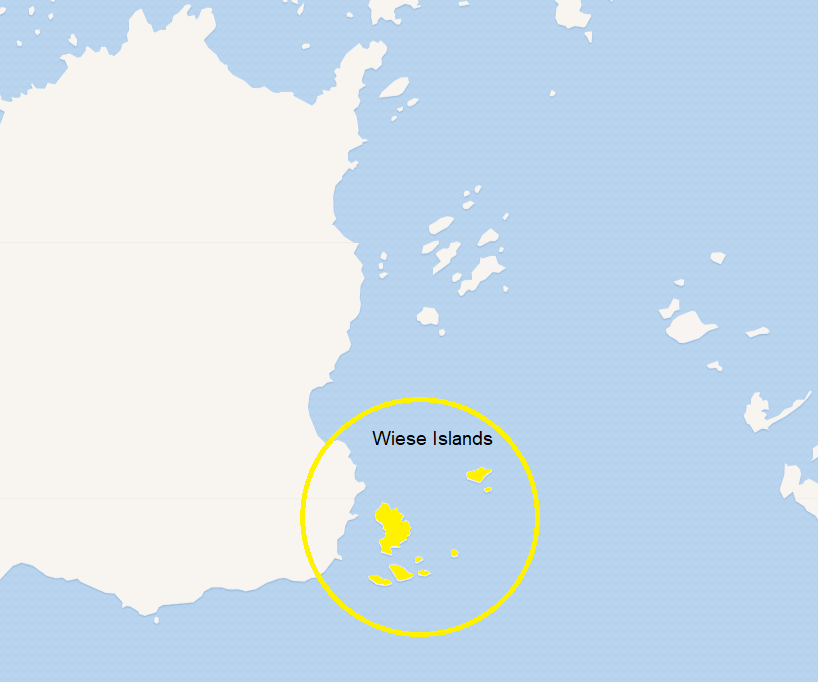
Les îles Wiese, à est des Îles Biscoe en Antarctique.

## Voir également